# Hennepin (Oklahoma)
Hennepin est une census-designated place du comté de Garvin, dans l'État d'Oklahoma, aux États-Unis. En 2020, elle compte une population de 143 habitants.